# موديستو دينيس
موديستو دينيس (بالإسبانية: Modesto Denis)‏ (1901 – تاريخ الوفاة غير معلوم) لاعب كرة قدم باراغواياني راحل كان يجيد اللعب في مركز حارس مرمى .
لعب طوال مسيرته الرياضية في نادي ناسيونال حيث حقق معه بطولة الدوري مرتين في 1924 و 1926 . شارك مع منتخب الباراغواي في بطولة كأس العالم 1930 في الأوروغواي كما شارك في بطولة أمريكا الجنوبية خمس مرات في 1922 ، 1923 ، 1924 ، 1925 ، و 1926 .

## روابط خارجية
- موديستو دينيس على موقع الاتحاد الدولي (مؤرشف)  (الإنجليزية)
- موديستو دينيس على موقع قاعدة بيانات كرة القدم.إي يو (الإنجليزية)
- موديستو دينيس على موقع ناشيونال فوتبول تيمز (الإنجليزية)
- موديستو دينيس على موقع Soccerway.com (الإنجليزية)
- موديستو دينيس على موقع عالم كرة القدم.نت (الإنجليزية)